# 詹姆士·哈林顿
詹姆士·哈林顿（英語：James Harrington，1611年1月3日—1677年9月11日），英格兰古典共和主义政治理论家，曾支持查理一世，后斯图亚特王朝复辟后被捕入狱。知名作品为1656年《大洋国》，内容涉及理想宪法、乌托邦。